# Kerk van Lutjegast
De hervormde kerk van Lutjegast is een zaalkerk met een aangebouwd dwarspand met toren, uit de negentiende eeuw. Bij de bouw werd gebruikgemaakt van het sloopmateriaal van een eerdere kerk uit de middeleeuwen, waarvan verder weinig bekend is. Veel van het meubilair stamt nog wel uit de eerdere kerk.
De toren met achtzijdige spits heeft een klok uit 1948. De oudere klok, uit 1640 is in de oorlog door de Duitsers geroofd.

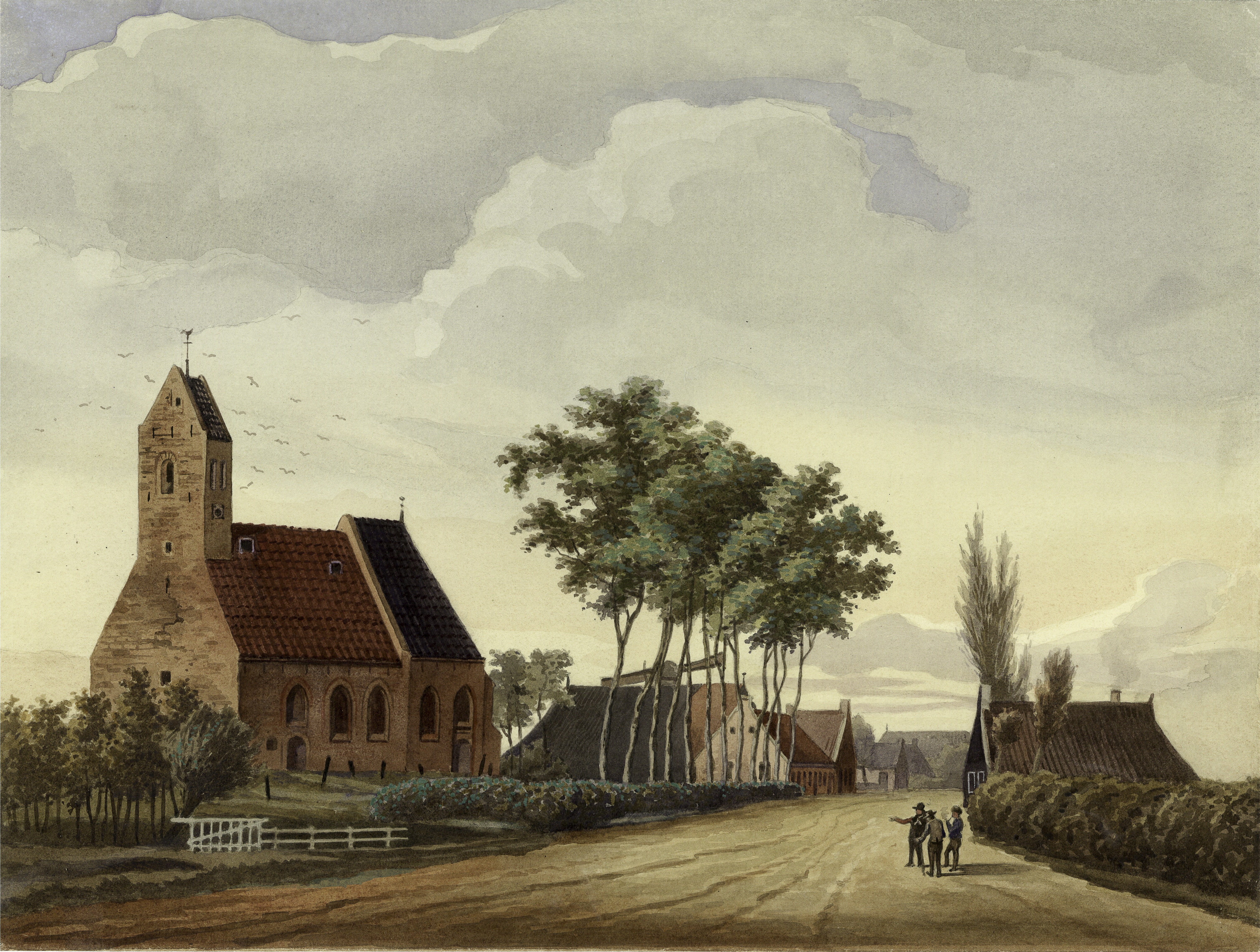
De in 1877 afgebroken kerk van Lutjegast op een schilderij van Bernardus Bueninck uit 1908. Naar een tekening uit de jaren 1860.